# Tennis en fauteuil roulant aux Jeux paralympiques
Le tennis en fauteuil roulant a été introduit aux Jeux paralympiques d'été en tant que sport de démonstration en 1988, puis en compétition officielle en 1992.
D'abord composée de deux épreuves en 1988 (simples dames et messieurs), la compétition a été diversifiée dès 1992 avec l'apparition des doubles dames et messieurs. Enfin, depuis 2004, le simple et le double tétraplégiques (épreuves mixtes) sont également disputés.

## Podiums dames

### Simple
| Olympiade           | Surface      | Vainqueur              | Finaliste              | Score          | Troisième                    | Quatrième                    | Score          | Tableau |
| ------------------- | ------------ | ---------------------- | ---------------------- | -------------- | ---------------------------- | ---------------------------- | -------------- | ------- |
| 1988 Séoul          | Dur (ext.)   | Chantal Vandierendonck | Monique Van Den Bosch  | 0-6, 6-3, 6-3  | Terry Lewis · Ellen de Lange | Terry Lewis · Ellen de Lange |                |         |
| 1992 Barcelone      | Terre (ext.) | Monique Van Den Bosch  | Chantal Vandierendonck | 6-3, 6-4       | Regina Isecke                | Janet McMorran               | 6-3, 6-7, 6-3  |         |
| 1996 Atlanta        | Dur (ext.)   | Maaike Smit            | Monique Van Den Bosch  | 0-6, 7-67, 7-6 | Chantal Vandierendonck       | Daniela Di Toro              | 6-4, 4-6, 6-3  |         |
| 2000 Sydney         | Dur (ext.)   | Esther Vergeer         | Sharon Walraven        | 6-0, 6-4       | Maaike Smit                  | Kimberly Blake               | 6-0, 6-3       |         |
| 2004 Athènes        | Dur (ext.)   | Esther Vergeer         | Sonja Peters           | 6-2, 6-0       | Daniela Di Toro              | Florence Gravellier          | 1-6, 6-2, 6-2  |         |
| 2008 Pékin          | Dur (ext.)   | Esther Vergeer         | Korie Homan            | 6-2, 4-6, 7-65 | Florence Gravellier          | Jiske Griffioen              | 6-3, 6-4       |         |
| 2012 Londres        | Herbe (ext.) | Esther Vergeer         | Aniek van Koot         | 6-0, 6-3       | Jiske Griffioen              | Sabine Ellerbrock            | 6-2, 7-66      |         |
| 2016 Rio de Janeiro | Dur (ext.)   | Jiske Griffioen        | Aniek van Koot         | 3-6, 6-1, 6-4  | Yui Kamiji                   | Diede de Groot               | 6-3, 6-3       | Tableau |
| 2020 Tokyo          | Dur (ext.)   | Diede de Groot         | Yui Kamiji             | 6-3, 7-61      | Jordanne Whiley              | Aniek van Koot               | 6-4, 67-7, 6-4 | Tableau |
| 2024 Paris          | Terre (ext.) | Yui Kamiji             | Diede de Groot         | 4-6, 6-3, 6-4  | Aniek van Koot               | Wang Ziying                  | 7-63, 6-1      | Tableau |

### Double
| Olympiade           | Surface      | Vainqueurs                                     | Finalistes                            | Score             | Troisièmes                             | Quatrièmes                          | Score           | Tableau |
| ------------------- | ------------ | ---------------------------------------------- | ------------------------------------- | ----------------- | -------------------------------------- | ----------------------------------- | --------------- | ------- |
| 1992 Barcelone      | Terre (ext.) | Monique Van Den Bosch · Chantal Vandierendonck | Nancy Olson · Lynn Seidemann          | 6-2, 6-3          | Oristelle Marx · Arlette Racineux      | Christine Blackmore Janet McMorran  | 6-3, 6-2        |         |
| 1996 Atlanta        | Dur (ext.)   | Monique Van Den Bosch · Chantal Vandierendonck | Hope Lewellen · Nancy Olson           | 6-1, 6-0          | Oristelle Marx · Arlette Racineux      | Randa Hinson Daniela Di Toro        | 6-2, 6-7, 6-2   |         |
| 2000 Sydney         | Dur (ext.)   | Maaike Smit · Esther Vergeer                   | Branka Pupovac · Daniela Di Toro      | 7-66, 6-2         | Christine Otterbach · Petra Sax-Scharl | Norie Kawashima Chiyoko Ohmae       | 5-7, 6-4, 6-4   |         |
| 2004 Athènes        | Dur (ext.)   | Maaike Smit · Esther Vergeer                   | Sakhorn Khanthasit · C. Techamaneewat | 6-0, 6-4          | Sandra Salzgeber · Karin Suter-Erath   | Chiyoko Ohmae Mie Yaosa             | 7-5, 6-3        |         |
| 2008 Pékin          | Dur (ext.)   | Korie Homan · Sharon Walraven                  | Jiske Griffioen · Esther Vergeer      | 2-6, 7-64, 6-4    | Florence Gravellier · Arlette Racineux | Beth Ann Arnoult Kaitlyn Verfuerth  | 5-7, 6-3, 6-2   |         |
| 2012 Londres        | Herbe (ext.) | Marjolein Buis · Esther Vergeer                | Jiske Griffioen · Aniek van Koot      | 6-1, 6-3          | Lucy Shuker · Jordanne Whiley          | Sakhorn Khanthasit C. Techamaneewat | 6-78, 7-62, 6-2 |         |
| 2016 Rio de Janeiro | Dur (ext.)   | Jiske Griffioen · Aniek van Koot               | Marjolein Buis · Diede de Groot       | 6-4, 6-2          | Lucy Shuker · Jordanne Whiley          | Yui Kamiji Miho Nijo                | 6-3, 0-6, 6-1   | Tableau |
| 2020 Tokyo          | Dur (ext.)   | Diede de Groot · Aniek van Koot                | Lucy Shuker · Jordanne Whiley         | 6-0, 6-1          | Yui Kamiji · Momoko Ohtani             | Wang Ziying Zhu Zhenzhen            | 6-2, 7-63       | Tableau |
| 2024 Paris          | Terre (ext.) | Yui Kamiji · Manami Tanaka                     | Diede de Groot · Aniek van Koot       | 4-6, 7-63, [10-8] | Guo Luoyao · Wang Ziying               | Li Xiaohui Zhu Zhenzhen             | 7-64, 6-3       | Tableau |

## Podiums messieurs

### Simple
| Olympiade           | Surface      | Vainqueur           | Finaliste       | Score          | Troisième                     | Quatrième                     | Score          | Tableau |
| ------------------- | ------------ | ------------------- | --------------- | -------------- | ----------------------------- | ----------------------------- | -------------- | ------- |
| 1988 Séoul          | Dur (ext.)   | Laurent Giammartini | Mick Connell    | 6-2, 6-2       | Chip Turner et Sasson Aharoni | Chip Turner et Sasson Aharoni |                |         |
| 1992 Barcelone      | Terre (ext.) | Randy Snow          | Kai Schrameyer  | 2-6, 6-4, 6-4  | Laurent Giammartini           | Abde Naili                    | 6-1, 4-0, ab.  |         |
| 1996 Atlanta        | Dur (ext.)   | Ricky Molier        | Stephen Welch   | 7-6, 6-2       | David Hall                    | Laurent Giammartini           | 6-3, 6-0       |         |
| 2000 Sydney         | Dur (ext.)   | David Hall          | Stephen Welch   | 6-73, 6-4, 6-2 | Kai Schrameyer                | Martin Legner                 | 7-66, 6-4      |         |
| 2004 Athènes        | Dur (ext.)   | Robin Ammerlaan     | David Hall      | 6-2, 6-1       | Michaël Jeremiasz             | Stephen Welch                 | 6-2, 6-4       |         |
| 2008 Pékin          | Dur (ext.)   | Shingo Kunieda      | Robin Ammerlaan | 6-3, 6-0       | Maikel Scheffers              | Ronald Vink                   | 6-3, 6-1       |         |
| 2012 Londres        | Herbe (ext.) | Shingo Kunieda      | Stéphane Houdet | 6-4, 6-2       | Ronald Vink                   | Maikel Scheffers              | 4-6, 7-65, 6-4 |         |
| 2016 Rio de Janeiro | Dur (ext.)   | Gordon Reid         | Alfie Hewett    | 6-2, 6-1       | Joachim Gérard                | Stéphane Houdet               | 6-4, 6-2       | Tableau |
| 2020 Tokyo          | Dur (ext.)   | Shingo Kunieda      | Tom Egberink    | 6-1, 6-2       | Gordon Reid                   | Alfie Hewett                  | 6-4, 3-6, 7-5  | Tableau |
| 2024 Paris          | Terre (ext.) | Tokito Oda          | Alfie Hewett    | 6-2, 4-6, 7-5  | Gustavo Fernández             | Martin de la Puente           | 6-1, 6-2       | Tableau |

### Double
| Olympiade           | Surface      | Vainqueurs                          | Finalistes                             | Score          | Troisièmes                               | Quatrièmes                        | Score            | Tableau |
| ------------------- | ------------ | ----------------------------------- | -------------------------------------- | -------------- | ---------------------------------------- | --------------------------------- | ---------------- | ------- |
| 1992 Barcelone      | Terre (ext.) | Brad Parks · Randy Snow             | Thierry Caillier · Laurent Giammartini | 6-4, 6-77, 6-3 | Stefan Bitterauf · Kai Schrameyer        | Martin Legner Robert Troppacher   | 6-7, 7-6, 6-3    |         |
| 1996 Atlanta        | Dur (ext.)   | Stephen Welch · Chip Parmelly       | David Hall · Mick Connell              | 6-2, 3-6, 7-6  | Eric Stuurman · Ricky Molier             | Abde Naili Laurent Giammartini    | Forfait          |         |
| 2000 Sydney         | Dur (ext.)   | Ricky Molier · Robin Ammerlaan      | David Johnson · David Hall             | 6-3, 5-7, 6-1  | Stephen Welch · Scott Douglas            | Simon Hatt Jayant Mistry          | 6-2, 6-76, 6-3   |         |
| 2004 Athènes        | Dur (ext.)   | Shingo Kunieda · Satoshi Saida      | Michaël Jeremiasz · Lahcen Majdi       | 6-1, 6-2       | Anthony Bonaccurso · David Hall          | Robin Ammerlaan Eric Stuurman     | 6-4, 6-75, 6-4   |         |
| 2008 Pékin          | Dur (ext.)   | Stéphane Houdet · Michaël Jeremiasz | Stefan Olsson · Peter Wikström         | 6-1, 7-65      | Shingo Kunieda · Satoshi Saida           | Maikel Scheffers Ronald Vink      | 3-6, 6-0, 6-2    |         |
| 2012 Londres        | Herbe (ext.) | Stefan Olsson · Peter Wikström      | Frédéric Cattaneo · Nicolas Peifer     | 6-1, 6-2       | Stéphane Houdet · Michaël Jeremiasz      | Robin Ammerlaan Ronald Vink       | 6-0, 6-0         |         |
| 2016 Rio de Janeiro | Dur (ext.)   | Stéphane Houdet · Nicolas Peifer    | Alfie Hewett · Gordon Reid             | 6-2, 4-6, 6-1  | Shingo Kunieda · Satoshi Saida           | Takuya Miki Takashi Sanada        | 6-3, 6-4         | Tableau |
| 2020 Tokyo          | Dur (ext.)   | Stéphane Houdet · Nicolas Peifer    | Alfie Hewett · Gordon Reid             | 7-5, 0-6, 7-63 | Tom Egberink · Maikel Scheffers          | Shingo Kunieda Takashi Sanada     | 6-3, 6-2         | Tableau |
| 2024 Paris          | Terre (ext.) | Alfie Hewett · Gordon Reid          | Tokito Oda · Takuya Miki               | 6-2, 6-1       | Martín de la Puente · Daniel Caverzaschi | Frédéric Cattaneo Stéphane Houdet | 4-6, 6-4, [10-5] | Tableau |

## Podiums quads (mixte)
Épreuves mixtes réservées aux athlètes ayant un handicap d'un ou des deux membres supérieurs.

### Simple quads
| Olympiade           | Surface      | Vainqueur     | Finaliste       | Score     | Troisième       | Quatrième       | Score         | Tableau |
| ------------------- | ------------ | ------------- | --------------- | --------- | --------------- | --------------- | ------------- | ------- |
| 2004 Athènes        | Dur (ext.)   | Peter Norfolk | David Wagner    | 6-3, 6-2  | Bas Van Erp     | Nicholas Taylor | 6-4, 7-68     |         |
| 2008 Pékin          | Dur (ext.)   | Peter Norfolk | Johan Andersson | 6-2, 6-2  | David Wagner    | Nicholas Taylor | 6-4, 4-6, 6-1 |         |
| 2012 Londres        | Herbe (ext.) | Noam Gershony | David Wagner    | 6-3, 6-1  | Nicholas Taylor | Shraga Weinberg | 1-6, 6-3, 6-4 |         |
| 2016 Rio de Janeiro | Dur (ext.)   | Dylan Alcott  | Andy Lapthorne  | 6-3, 6-4  | David Wagner    | Lucas Sithole   | 1-6, 6-2, 7-5 | Tableau |
| 2020 Tokyo          | Dur (ext.)   | Dylan Alcott  | Sam Schroder    | 7-62, 6-1 | Niels Vink      | Koji Sugeno     | 6-1, 6-4      | Tableau |
| 2024 Paris          | Terre (ext.) | Niels Vink    | Sam Schroder    | 6-0, 6-1  | Guy Sasson      | Ahmet Kaplan    | 5-7, 6-4, 6-1 | Tableau |

### Double quads
| Olympiade           | Surface      | Vainqueurs                     | Finalistes                     | Score         | Troisièmes                       | Quatrièmes                             | Score            | Tableau |
| ------------------- | ------------ | ------------------------------ | ------------------------------ | ------------- | -------------------------------- | -------------------------------------- | ---------------- | ------- |
| 2004 Athènes        | Dur (ext.)   | Nicholas Taylor · David Wagner | Mark Eccleston · Peter Norfolk | 6-4, 6-1      | Monique De Beer · Bas Van Erp    | Sarah Hunter Brian McPhate             | 6-3, 6-1         |         |
| 2008 Pékin          | Dur (ext.)   | Nicholas Taylor · David Wagner | Boaz Kramer · Shraga Weinberg  | 6-0, 4-6, 6-2 | Jamie Burdekin · Peter Norfolk   | Dorrie Timmermans-van Hall Bas Van Erp | 6-74, 7-5, 6-1   |         |
| 2012 Londres        | Herbe (ext.) | Nicholas Taylor · David Wagner | Andy Lapthorne · Peter Norfolk | 6-2, 5-7, 6-2 | Noam Gershony · Shraga Weinberg  | Shota Kawano Mitsuteru Moroishi        | 6-3, 6-1         |         |
| 2016 Rio de Janeiro | Dur (ext.)   | Dylan Alcott · Heath Davidson  | Nicholas Taylor · David Wagner | 4-6, 6-4, 7-5 | Jamie Burdekin · Andy Lapthorne  | Itai Erenlib Shraga Weinberg           | 3-6, 6-4, 7-64   | Tableau |
| 2020 Tokyo          | Dur (ext.)   | Sam Schroder · Niels Vink      | Dylan Alcott · Heath Davidson  | 6-4, 6-3      | Mitsuteru Moroishi · Koji Sugeno | Antony Cotterill Andy Lapthorne        | 7-5, 3-6, 7-5    | Tableau |
| 2024 Paris          | Terre (ext.) | Sam Schroder · Niels Vink      | Andy Lapthorne · Gregory Slade | 6-1, 6-1      | Donald Ramphadi · Lucas Sithole  | Leandro Pena Lucas Sithole             | 6-2, 4-6, [10-8] | Tableau |

## Tableau des médailles par pays
Ce tableau est valable pour les Jeux paralympiques de 1992 à 2020.
| Rang | Pays            | Or | Argent | Bronze | Total |
| ---- | --------------- | -- | ------ | ------ | ----- |
| 1    | Pays-Bas        | 20 | 13     | 10     | 43    |
| 2    | États-Unis      | 6  | 7      | 4      | 17    |
| 3    | Australie       | 4  | 5      | 3      | 12    |
| 4    | Japon           | 4  | 1      | 5      | 10    |
| 5    | Grande-Bretagne | 3  | 7      | 6      | 16    |
| 6    | France          | 3  | 4      | 7      | 14    |
| 7    | Suède           | 1  | 2      | 0      | 3     |
| 8    | Israël          | 1  | 1      | 1      | 3     |
| 9    | Allemagne       | 0  | 1      | 4      | 5     |
| 10   | Thaïlande       | 0  | 1      | 0      | 1     |
| 11   | Suisse          | 0  | 0      | 1      | 1     |
| 11   | Belgique        | 0  | 0      | 1      | 1     |